# Podofili
Podophilia også kaldes fodfetichisme, er seksuel fetichisme, hvor man har en interesse i menneskets fødder.

## Fodfetichister
Personer med fodfetichisme kaldes ofte for fodfetichister. Det kan både være mænd og kvinder, men flertallet udgøres af mænd. Der findes naturligvis også homoseksuelle fodfetichister, og hos heteroseksuelle er lesbisk fodfetich meget populær.[kilde mangler]
Det er meget forskelligt for hvad deres smag for fødder er. Nogen ophidses af fødderne dækket ind i strømper, f.eks. tennissokker eller nylonstrømper, mens andre foretrækker dem helt bare. Stiletter og høje hæle er også et helt almindelig foretrukne indenfor fetichen, og det samme gælder neglelak, pedicure og tåringe.
Folk med en fodfetich tilfredsstilles ofte seksuelt ved at kysse eller slikke fødderne, især mellem tæerne eller under fodsålerne. Dette kan også ses som en form for sadomasochisme, hvis vedkommende "fod-kysser" indtager en underkastende rolle, siden at kysse en andens fødder har betydet symbolsk set underkastelse, hvis vi tager det historisk. 
Mange fodfetichister kan også godt lide at kilde fødderne, da tæerne og fodsålerne indeholder erogene zoner, og er derfor yderst følsom for berøring. 
Hos det fodfetichistiske miljø er kildenhed populært, og på nettet bl.a. youtube kan man finde de såkaldte "foot tickling"-videoer. 
Udover at slikke og kilde fødderne, er mange fodfetichister også tiltrukket af af af blive tilfredsstillet ved at gnide penis mellem fødderne, dette ses ofte mellem heteroseksuelle, hvor en kvinde tilfredsstiller, mandes penis ved at gnide den mellem hendes fødder. Dette kaldes også et "footjob"    
Disse videoer strækker sig over fra amatør-optagelser til fantasifulde scenarier (med skuespillere, kostumer, manuskript m.m.). 
Nogen af videoerne kan ses som en form for bondage – den underkastet er bundet (og muligvis kneblet), imens "sadisten" torturer den bundede med at røre underkasteren med fødder eller tvinge dem til at slikke/kysse, uden vedkommende kan gøre noget, medmindre vedkommende "hævn-kilder" bagefter.